# Esteban Montejo
Esteban Mesa Montejo (26 de diciembre de 1860 o 1868 -10 de febrero de 1973) fue una persona esclavizada que escapó a la libertad antes de que se aboliera la esclavitud en la isla en 1886. Vivió como un cimarrón (fugado del sistema esclavista) en las montañas hasta ese momento. También sirvió en la guerra de independencia en Cuba.
Después de aparecer en un artículo de un periódico, Montejo fue contactado en 1963 por el etnólogo cubano Miguel Barnet, quien le realizó una serie de entrevistas grabadas. A partir de estos, publicó un libro sobre la vida de Montejo: Biografía de un cimarrón. El libro en español fue publicado como una biografía de Montejo por Barnet, y en inglés como una autobiografía por Montejo.

## Biografía
Esteban Mesa Montejo nació como persona esclavizada en 1860 en una plantación de caña de azúcar en Cuba. Creció con la religión afrocubana Santería, que combinaba el catolicismo y elementos de la religión Yoruba . Cuando era joven, estaba decidido a ser libre y escapó de la plantación. Huyó a las montañas, donde había comunidades de otros cimarrones, refugiados del sistema esclavista, que vivían fuera del alcance de los hacendados. Cuba no abolió la esclavitud hasta 1886, cuando Montejo tenía unos 26 años.
Después de eso, trabajó principalmente en granjas y plantaciones, que constituían la mayor parte de la economía cubana. Durante la guerra de independencia en 1898, luchó por una Cuba independiente. En sus últimos años, vivió en un Hogar de Veteranos.

## 1962-1963 a 1970
En 1962, Montejo fue una de las dos personas que aparecieron en un artículo de periódico sobre cubanos que tenían más de un siglo. Ambos eran antiguos esclavizados. Fue contactado por el etnólogo Miguel Barnet, quien quiso entrevistarlo sobre su vida.
Barnet editó las transcripciones y publicó un relato de la vida de Montejo en 1966 como Biografía de un cimarrón . El libro de Montejo y Barnet incluye descripciones de la expresión religiosa afrocubana y de la vida de Montejo como persona fugada del sistema esclavista . También relató sus recuerdos de la guerra de Cuba por la independencia de España en 1898, en la que luchó. Estados Unidos intervino y sus fuerzas militares ocuparon Cuba durante varios años. Barnet termina el libro en 1905, luego de la ocupación estadounidense de Cuba de 1898 a 1902.
Una traducción al inglés se publicó en 1966 en el Reino Unido y Australia como The Autobiography of a Runaway Slave . Años más tarde, se publicó en inglés en los Estados Unidos como Biografía de un esclavo fugitivo.